# About you now (canción de Miranda Cosgrove)
«About You Now» es el tercer sencillo de la actriz y cantante estadounidense Miranda Cosgrove, del soundtrack de la serie iCarly y sencillo relanzado como Spider Remix en su EP debut solitario About You Now. Es un cover de la banda inglesa Sugababes. Hasta la fecha este es el sencillo más exitoso de Miranda Cosgrove junto con Kissin' U y Dancing Crazy.
Miranda interpretó la canción en el Macy's Thanksgiving Day Parade.

## Versiones oficiales
La versión original fue incluida en iCarly Soundtrack, mientras que la versión Spider Remix fue incluida en su EP en solitario About You Now.
- «About You Now» - 3:11
- «About You Now» (Spider Remix) - 3:24

## Video musical
El video musical fue dirigido por Bille Woodruff, se estrenó en Nickelodeon el 5 de diciembre de 2008, tras el estreno de Merry Christmas, Drake & Josh cuenta con la participación del actor mexicano Diego González Boneta

## Trama
El vídeo comienza con Miranda Cosgrove y sus amigas en un centro comercial y luego se muestra cantando en una banda en una habitación en donde caen hojas secas de otoño; después se muestra su exnovio (Diego Boneta) y luego Miranda viendo una cadena; al llegar el coro aparece nuevamente en la habitación con la banda y al terminarlo se muestra un flash y se ve el centro comercial. y después dos amigas de Miranda se toman fotos y cuando salen, ella recuerda que aparece con Diego Boneta abrazándose, luego Miranda aparece sola tomándose sola en la cabina y llega su novio con una muchacha, y al salir Miranda, ve que esa muchacha el habla en el oído a Diego y luego se va y Miranda piensa que la esta engañando por lo que le reclama y enojada se va de ahí, llega la misma muchacha con su novio (por lo que se sabe que él no engañaba a Miranda) y luego vuelve a aparecer con las fotos en la mano de sus amigas (lo que significa que estaba recordando lo que pasó) y se empieza a tomar fotos con sus amigas.
Al llegar a la tercera estrofa aparece otra vez en la habitación cantando y luego bajando con sus amigas en una escalera eléctrica, y al lado pasa subiendo su exnovio en la escalera de enseguida encontrándose y mirándose fijamente; y después aparece Miranda sentada y su ex también (en diferentes escenas y lugares), en donde Cosgrove le envía un mensaje a su ex, y él le reenvía un mensaje. Por último Diego Boneta compra la cadena que Miranda Cosgrove vio anteriormente y se encuentran los dos el colocándole la cadena y vuelven a estar juntos.

## Posición en las listas
| Listas (2009)                    | Posición más alta |
| -------------------------------- | ----------------- |
| U.S. Billboard Hot 100           | 47                |
| U.S. Billboard Hot Digital Songs | 35                |